# Mission San José
La mission San José y San Miguel de Aguayo est une mission fondée par les Franciscains espagnols en 1720, près de l'actuelle ville de San Antonio, au Texas. Nommée d'après José de Azlor y Virto de Vera (en), elle fait partie du San Antonio Missions National Historical Park.

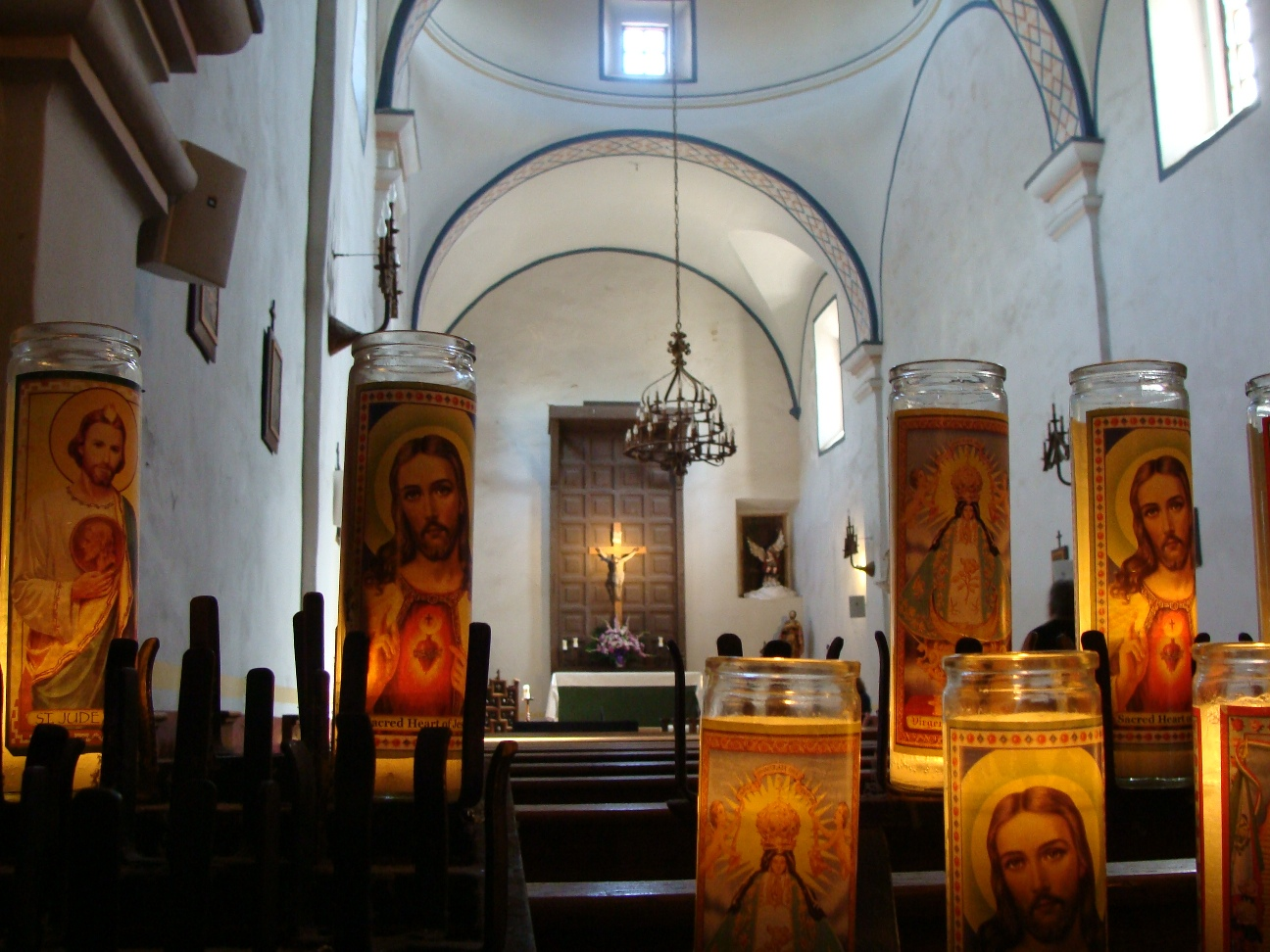
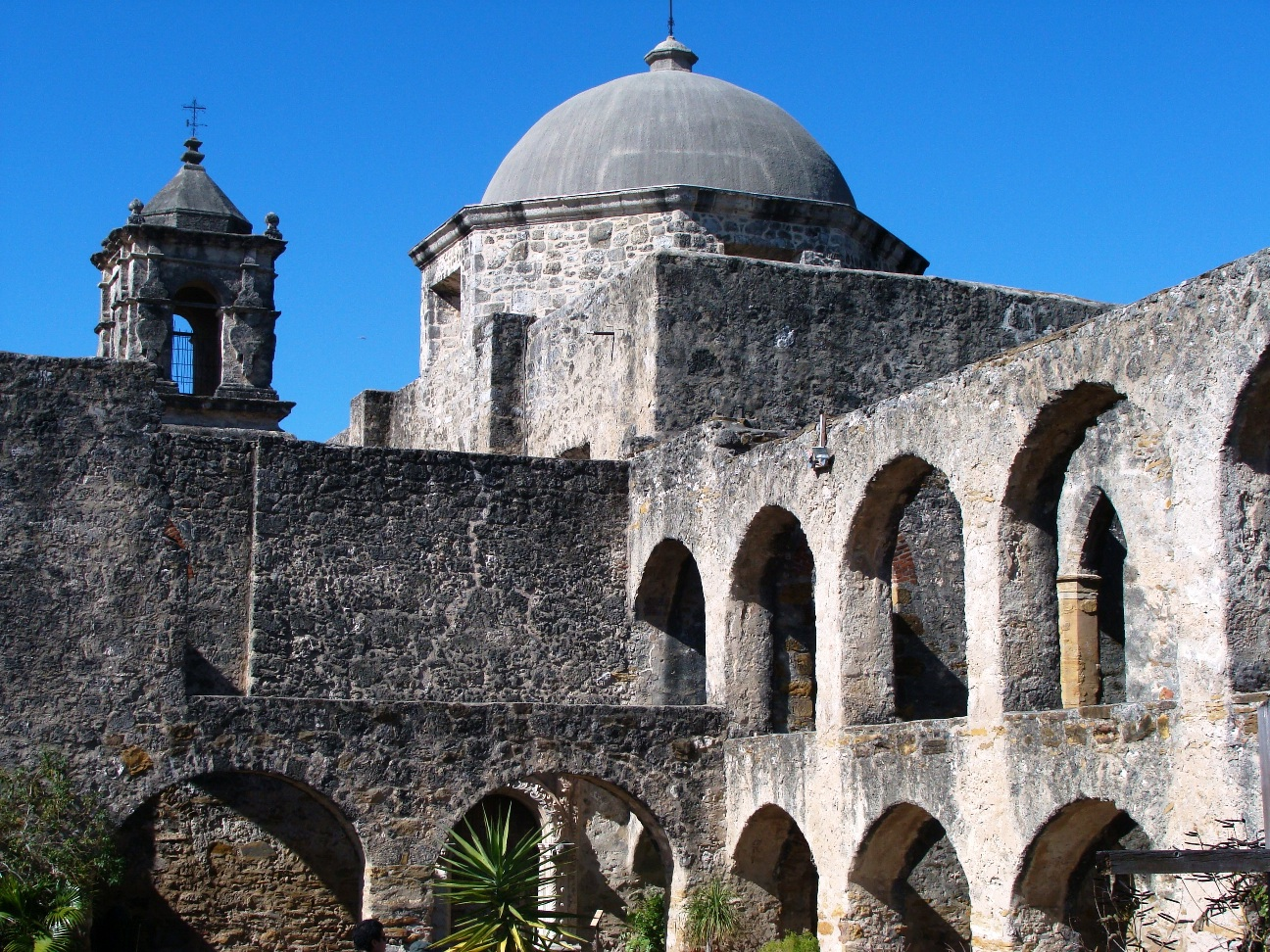
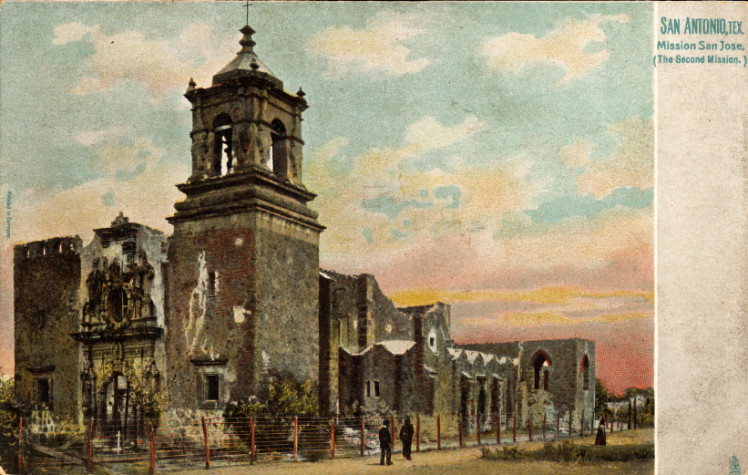
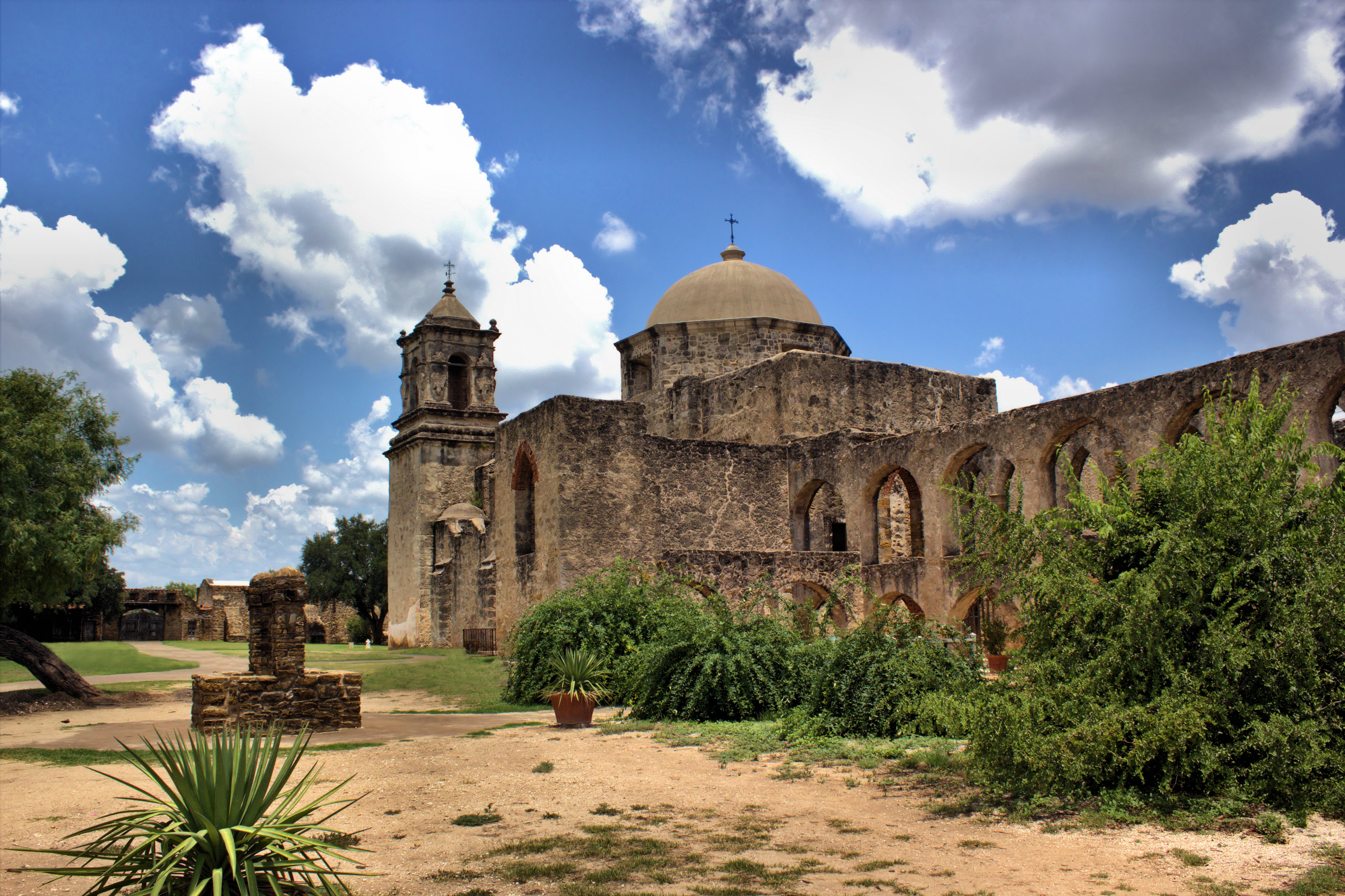